# 南沢
南沢（みなみさわ）は、北海道札幌市南区の地名。南沢及び南沢1条から南沢6条までが設置されている。

## 地理
藻岩地区の西側に位置し、南の沢川流域の坂の多い場所にある。通称として「みなみのさわ」と呼ばれることも多く、小学校名のように正式に「みなみのさわ」が採用される例も多い。
隣接する、中ノ沢や北ノ沢といった地名に対応しての混同によるものだという見解もある。
1940年に曽田香料によってラベンダー農場が開設され、日本のラベンダー栽培発祥の地といわれる。

## 住所
| 町丁                | 郵便番号 |
| ------------------- | -------- |
| 南沢1条1丁目～3丁目 | 005-0821 |
| 南沢2条1丁目～4丁目 | 005-0822 |
| 南沢3条1丁目～4丁目 | 005-0823 |
| 南沢4条1丁目～4丁目 | 005-0824 |
| 南沢5条1丁目～4丁目 | 005-0825 |
| 南沢6条2丁目～4丁目 | 005-0826 |
| 南沢○番地           | 005-0827 |

## 歴史
1941年 - 札幌市に編入された際、八号の沢から南沢（みなみさわ）に改称された。

### 沿革
- 1894年 - 入植始まる。
- 1923年 - 自助園牧場開かれる。
- 1941年 - 札幌郡円山町が札幌市に編入される。同時に大字八垂別字八号の沢を「南沢」と改称。
- 1942年 - ラベンダー栽培始まる。
- 1964年 - 東海大学第四高等学校開校。
- 1967年 - 東海大学札幌分校開校。
- 1971年 - 南沢簡易郵便局開局。
- 1976年 - 南の沢小学校開校。
- 1982年 - 南の沢幼稚園開園。
- 1984年 - 南が丘中学校開校。
- 1999年 - 南沢地区町内会連合会が藻岩地区から分離。
- 2011年 - 南の沢幼稚園休校（4月1日～）。

## 交通
- じょうてつバス

## 施設
- 南沢福祉会館（南沢1822）
- 札幌南沢郵便局（南沢5-3）
- 札幌南沢神社（南沢3-4）
- 札幌市立南の沢小学校（南沢3-2）
- 札幌市立南が丘中学校（南沢2-1）
- 東海大学付属札幌高等学校（南沢5-1）
- 東海大学札幌キャンパス（旧・北海道東海大学）（南沢5-1）